# AC Allianssi
Maillots
Le AC Allianssi était un club de football finlandais basé à Vantaa, dans la banlieue d'Helsinki.

## Historique
- 1980 : fondation du club sous le nom de FC Norssi
- 1995 : fusion avec le Johanneksen Dynamo en Atlantis FC
- 2001 : fermeture du club
- 2002 : refondation sous le nom de AC Allianssi
- 2004 : première participation à une Coupe d'Europe (C3, saison 2004/05)
- 2006 : le club est en faillite et se retire de la Veikkausliiga. Il disparaît par la suite.

## Palmarès
- Coupe de Finlande
  - Finaliste : 2003
- Coupe de la Ligue finlandaise
  - Vainqueur : 2004 et 2005

## Anciens joueurs
- Henri Sillanpää
- Olivier Suray